# Centro Nacional de Despacho (Colombia)
El Centro Nacional de Despacho es el encargado de la planeación, supervisión y control de la operación integrada de los recursos de generación, interconexión y transmisión del Sistema Interconectado Nacional de Colombia. 
Está igualmente encargado de dar las instrucciones a los Centros Regionales de Despacho para coordinar las maniobras de las instalaciones con el fin de tener una operación ceñida al reglamento de operación y a todos los acuerdos del Consejo Nacional de Operación. 